# 埃尔米拉·苏莱曼诺娃
埃尔米拉·泰穆尔克济·苏莱曼诺娃（1937年7月17日—2024年4月25日）是一位阿塞拜疆的化学家和公务员。2002 年，她成为共和国人权专员（申訴專員）。

## 生平
苏莱曼诺娃于1937年7月17日出生于巴库，就读于阿塞拜疆国立大学化学专业，并以优异成绩毕业。此后她在阿塞拜疆国家科学院石化过程研究所担任实验室助理，后来成为该实验室的负责人。1967年获美国国家科学院研究生，1980年获博士学位，1988年起任大学教授。1997年成为紐約科學院成员。她发表了200多部科学作品，参与了近40项化学和香水行业的发明。
她是石化和有机化学方面的专家。她是具有联合国经济及社会理事会咨商地位的非政府组织阿塞拜疆妇女与发展中心的创始人和名誉主席。

## 申訴專員生涯
2002年7月2日阿塞拜疆国民议会选举苏莱曼诺娃为第一任申诉专员并于2010年连任。
2004年，关于拉米尔·萨法罗夫因刺杀亚美尼亚陆军中尉而被判处30年有期徒刑，她表示对萨法罗夫的处罚过于严厉，“萨法罗夫必须成为阿塞拜疆青年爱国主义的榜样”。
2015年，她被任命为亚洲监察员协会副主席，同时也是欧洲监察员协会的成员。作为监察员，她实施了保护和改善妇女和老人、流离失所青年、穷人和暴力受害者地位的计划。
阿塞拜疆总统伊利哈姆·阿利耶夫于2007年授予她荣耀勋章，并于2017年授予她荣誉勋章，以表彰她在捍卫人权方面的贡献。